# Al Munassir
Die RNOV Al Munassir war ein Truppentransporter und Landungsschiff der königlich-omanischen Marine. Das Schiff wurde im Jahr 2003 als künstliches Riff südöstlich von Maskat im Golf von Oman versenkt. Heute ist es ein beliebtes Ziel für Wracktaucher.

## Geschichte
Die Al Munassir wurde im Jahr 1978 in Großbritannien von der Werft Brook Marines in Lowestoft gebaut und 1979 von der Royal Navy of Oman in Dienst gestellt. Hauptaufgabe war die schnelle Unterstützung der Enklave Musandam auf der arabischen Seite der Straße von Hormus im Norden des Oman. Dieses für den Transport von Rohöl strategisch wichtige Gebiet war über eine Landverbindung nicht ausreichend angebunden. Im Krisenfall sollte mit der Al Munassir sowie drei kleinen Landungsbooten, die in Singapur beschafft wurden, und dem 1985 in Dienst gestellten Landungsboot Nasr al Barh Truppen und Gerät auf dem Wasserweg nach Norden transportiert werden. Die Al Munassir wurde Mitte der 1990er Jahre aus dem aktiven Dienst genommen und diente bis zu ihrer Außerdienststellung im Jahr 2002 der Ausbildung in der Said-bin-Sultan-Marinebasis in Wudam Al Sahil an der Batinah-Küste. Am 21. April 2003 wurde sie südöstlich der Hauptstadt Maskat in Bandar Khairan im Golf von Oman als erstes künstliches Riff im Oman versenkt. Einige wenige Teile, wie zum Beispiel der Ladungskran wurden vorher entfernt, insgesamt ist das Schiff aber in einem sehr vollständigen Zustand versenkt worden. Heute ist das Schiff ein beliebter Tauchplatz (Position 23° 32′ 0″ N, 58° 46′ 0″ O).

## Ausrüstung
Das Stahlschiff hat eine Länge von 84,1 Metern und eine Breite von 14,9 Metern. Das Schiff war mit einer Bugklappe ausgerüstet, die es erlaubte, eine Vielzahl von Militärfahrzeugen einschließlich Kampfpanzer aufzunehmen. Weiterhin gab es Unterkünfte für Truppen an Bord. Als Bewaffnung standen ein 4,5-Zoll-Schnellfeuergeschütz sowie zwei 20-mm-Oerlikon-Kanonen zur Verfügung. Auf dem Achterdeck befand sich ein Landeplatz für einen Sikorsky S-61 (Sea King) Hubschrauber.

## Tauchplatz
Die Al Munassir liegt aufrecht in einer Wassertiefe von etwa 30 Metern am Heck und bei etwa 26 Metern am Bug. Die höheren Aufbauten ragen bis in eine Wassertiefe von etwa 10 Metern auf. Das Wrack ist gut erhalten und mit vielen Korallen bewachsen. Es bietet einer großen Anzahl von Fischen einen Lebensraum. Auf der Steuerbordseite befindet sich ein Gang, der vom Heck aus bis zur Brücke betaucht werden kann. Hier trennt nur die Reling die Taucher vom freien Wasser. Auch die Brücke sowie die großen Laderäume lassen sich durch die offenen Luken vom Deck aus betauchen. Es ist weiterhin möglich, mit den entsprechenden Sicherheitsvorkehrungen auch die Innenräume bis hinunter zum Maschinenraum zu betauchen. Auch wenn das Wrack zum Betauchen versenkt wurde, ist hier allerdings das Gefahrenpotential durch lose Kabel, scharfe Kanten, Dunkelheit und andere Hindernisse besonders hoch. Die Sichtverhältnisse am Wrack sind aufgrund des hohen Nährstoffangebotes für Plankton in dieser Region oft eingeschränkt, auch Strömung kann den Tauchgang behindern.

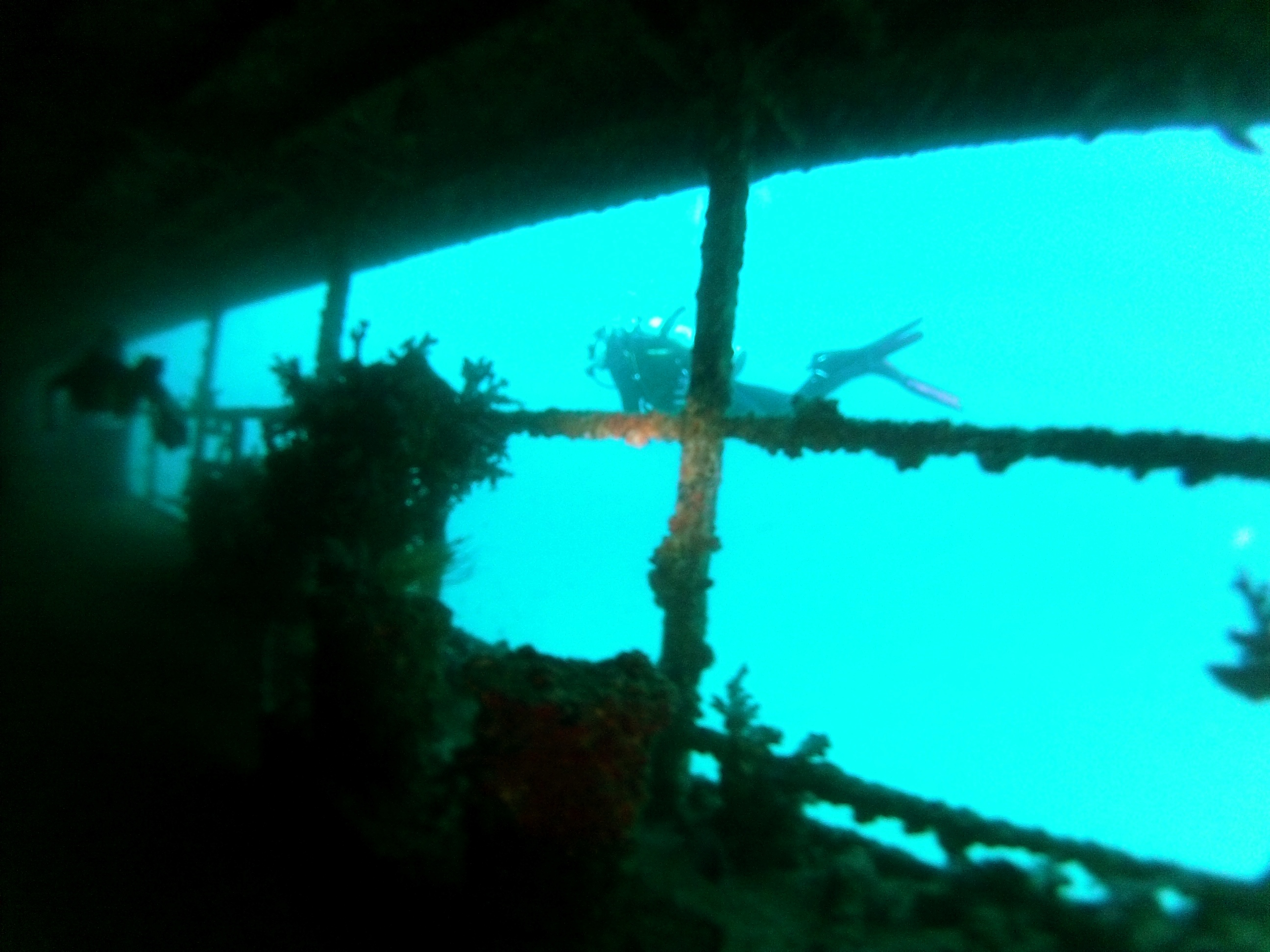
Blick vom Gang ins Freiwasser
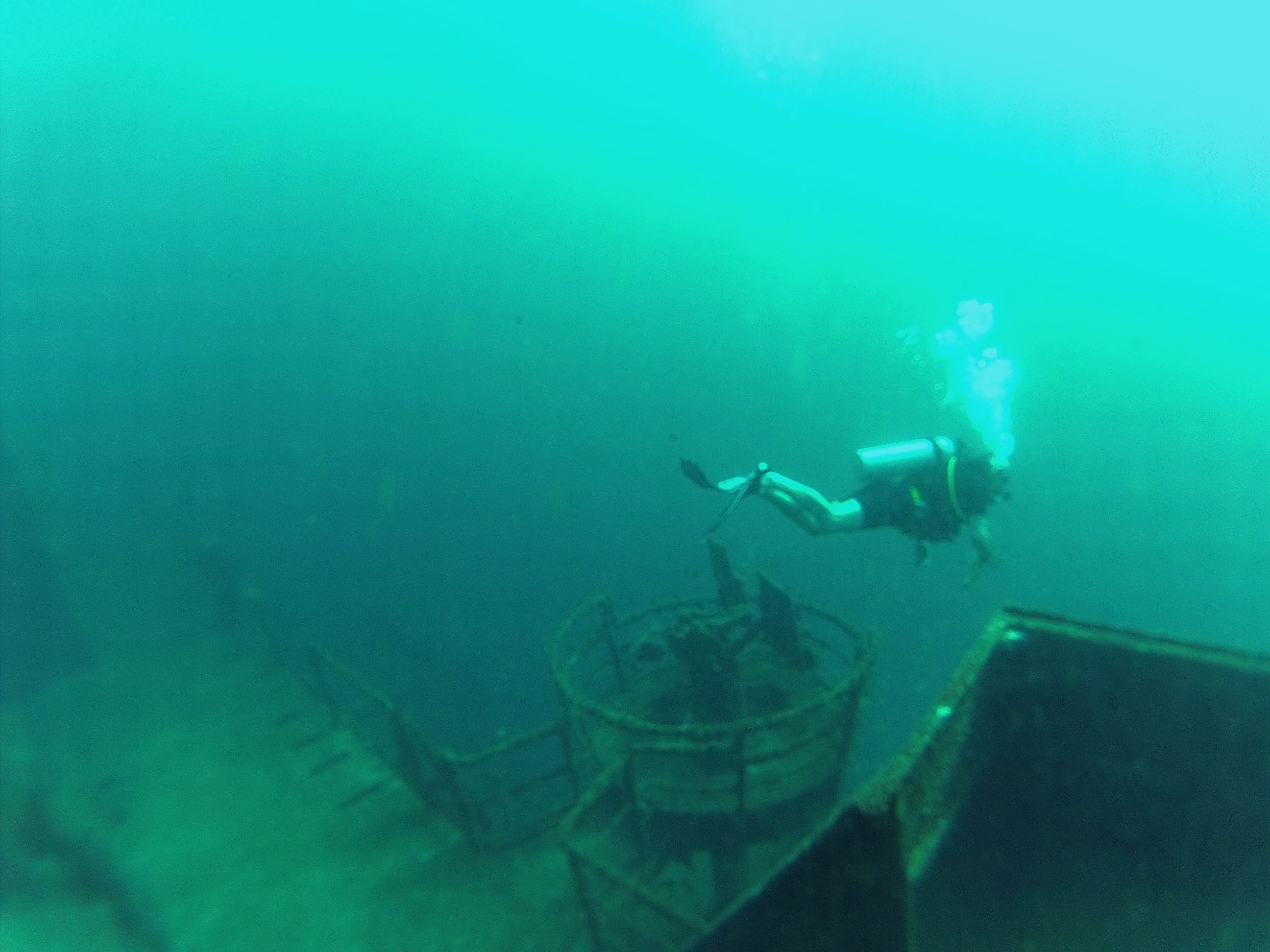
Geschützturm an der Brücke
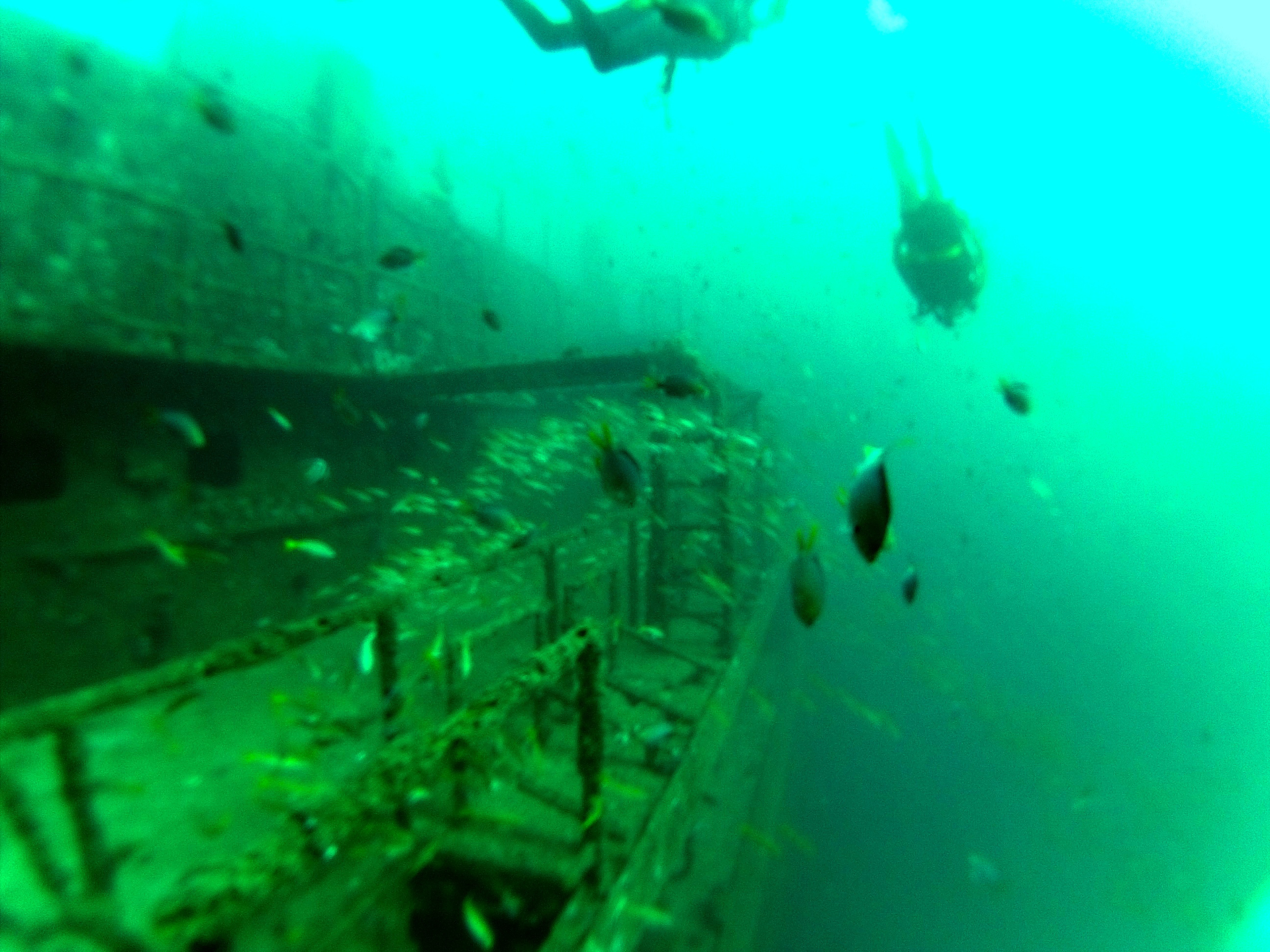
Fischschwärme an der Backbordseite